# Pavel Královec
Pavel Královec (Domažlice, 16 agosto 1977) è un ex arbitro di calcio ceco.

## Carriera
In ambito nazionale approda in massima serie nel 2003. Riceve la nomina ad internazionale due anni dopo, il 1º gennaio 2005.
Nell'agosto 2006 fa il suo esordio in una gara amichevole tra nazionali maggiori. Nel novembre dello stesso anno fa già il suo esordio nella fase a gironi dell'allora Coppa UEFA, l'attuale Europa League.
Nel 2007 arriva la convocazione per dirigere al Campionato europeo di calcio Under-19, in programma in Austria. Qui dirige due partite della fase a gironi.
Nel febbraio del 2009 ottiene per la prima volta la designazione per un sedicesimo di finale di Coppa UEFA.
Ha inoltre diretto alcune partite tra nazionali, valide per le qualificazione agli Europei del 2008 e ai Mondiali del 2010.
Nel giugno 2011 è convocato in vista del Campionato mondiale di calcio Under-17 in Messico. Pochi mesi dopo, nel settembre dello stesso anno, esordisce nella fase a gironi della Champions League, dirigendo un match tra Olympique Lyonnais e Dinamo Zagabria.
Nel dicembre 2011 viene selezionato come quarto ufficiale per gli Europei di calcio del 2012 in Polonia ed Ucraina.
Nell'aprile del 2012 la FIFA lo inserisce in una prima lista di preselezionati per i Mondiali del 2014, convocandolo per il Torneo maschile di calcio delle Olimpiadi di Londra 2012. Qui dirige due partite della fase a gironi (Honduras-Marocco 2:2 a Glasgow e Corea del Sud - Gabon 0:0 a Wembley) e la semifinale a Manchester tra Corea del Sud e Brasile 0:3.
La nuova stagione inizia per lui con parecchi impegni internazionali: nel solo mese di ottobre 2012 ben due gare di Champions' League (Manchester City - Borussia Dortmund 1:1 e Porto - Dinamo Kyiv 3:2) e una valida come qualificazione ai Mondiali 2014: Serbia - Belgio 0:3.
Nell'aprile 2013 è designato per la prima volta per una semifinale di Europa League. Nell'occasione, dirige il match di andata tra gli svizzeri del Basilea e gli inglesi del Chelsea.
Nell'ottobre 2013 è convocato dalla FIFA per il Campionato mondiale di calcio Under 17 2013. Nella circostanza, viene impiegato per due partite della fase a gironi e successivamente un ottavo di finale.
Nel gennaio 2014 non rientra nel novero degli arbitri selezionati per Brasile 2014, venendo così eliminato al taglio finale.
Nel 2014 viene promosso dalla UEFA arbitro della categoria internazionale "ELITE", la più prestigiosa.
Il 18 maggio 2015 viene designato come quarto ufficiale per la finale di Europa League 2014-15 da disputarsi il successivo 27 maggio 2015 presso lo Stadio Nazionale di Varsavia, tra gli ucraini del Dnipro e gli spagnoli del Siviglia.
Il 15 dicembre 2015 viene ufficialmente selezionato per gli europei del 2016 in Francia. In questa manifestazione dirige due partite della fase a gironi per poi terminare l'esperienza.